# Kazungula (Zambia)

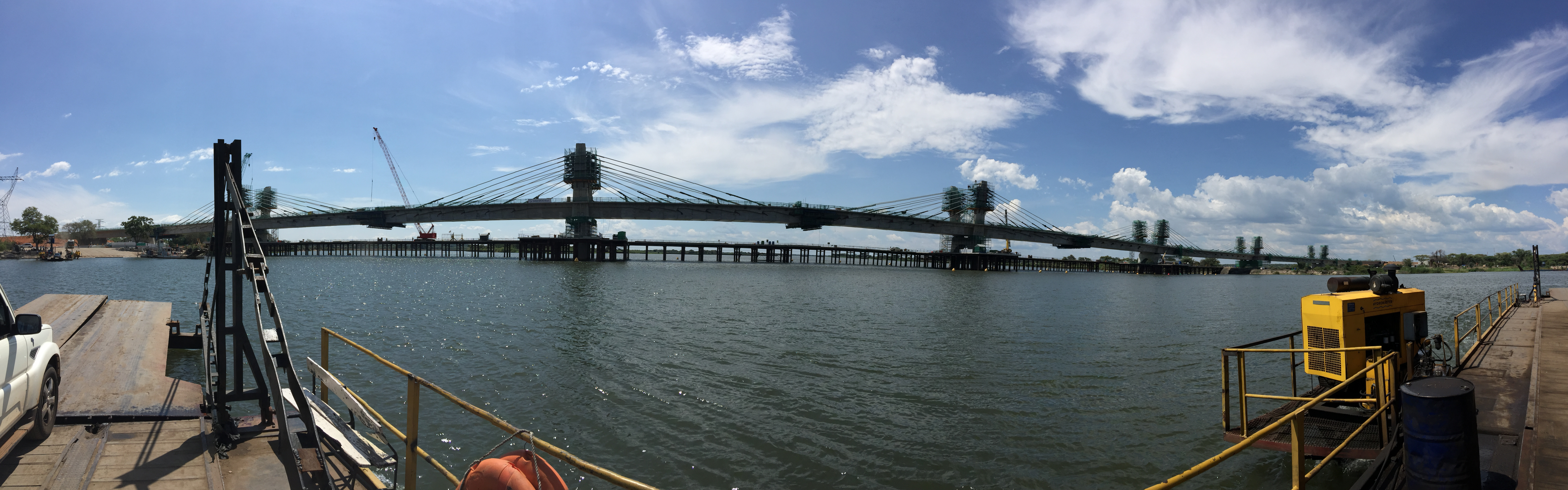
De in 2020 geopende brug die Kazungula met haar Botswaanse naamgenoot verbindt.

Kazungula is een plaats in de provincie Southern in Zambia. De plaats ligt nabij het bijna-vierlandenpunt van Zambia, Zimbabwe, Botswana en Namibië.